# Onychomys
Genre
Onychomys est un genre de rongeurs carnivores de la famille des Cricétidés.

## Liste d'espèces
Selon ITIS et MSW :
- Onychomys arenicola Mearns, 1896
- Onychomys leucogaster (Wied-Neuwied, 1841)
- Onychomys torridus (Coues, 1874)